# Gruppo del Catinaccio
Il gruppo del Catinaccio (Rosengartengruppe o solo Rosengarten in tedesco, Ciadenac o Vaiolon in ladino) è un gruppo montuoso delle Dolomiti, situato in Trentino-Alto Adige, tra la provincia autonoma di Trento e la provincia autonoma di Bolzano (tra la valle di Tires, la val d'Ega e la val di Fassa, nel Parco naturale dello Sciliar, altre valli interne al massiccio sono (da ovest a est) il Vael, la val di Vajolet, la val di Udai, la val di Dona e la val Duron).
Domina, anche se distante una ventina di chilometri, l'orizzonte orientale di Bolzano, con la caratteristica del gruppo che è la colorazione rosata che assume al tramonto, fenomeno visivo chiamato enrosadira. La prima ascensione alla vetta più alta, il Catinaccio d'Antermoia, risale al 31 agosto 1872 ad opera di Charles Comyns Tucker, T.H. Carson e A. Bernard.

## Toponimo

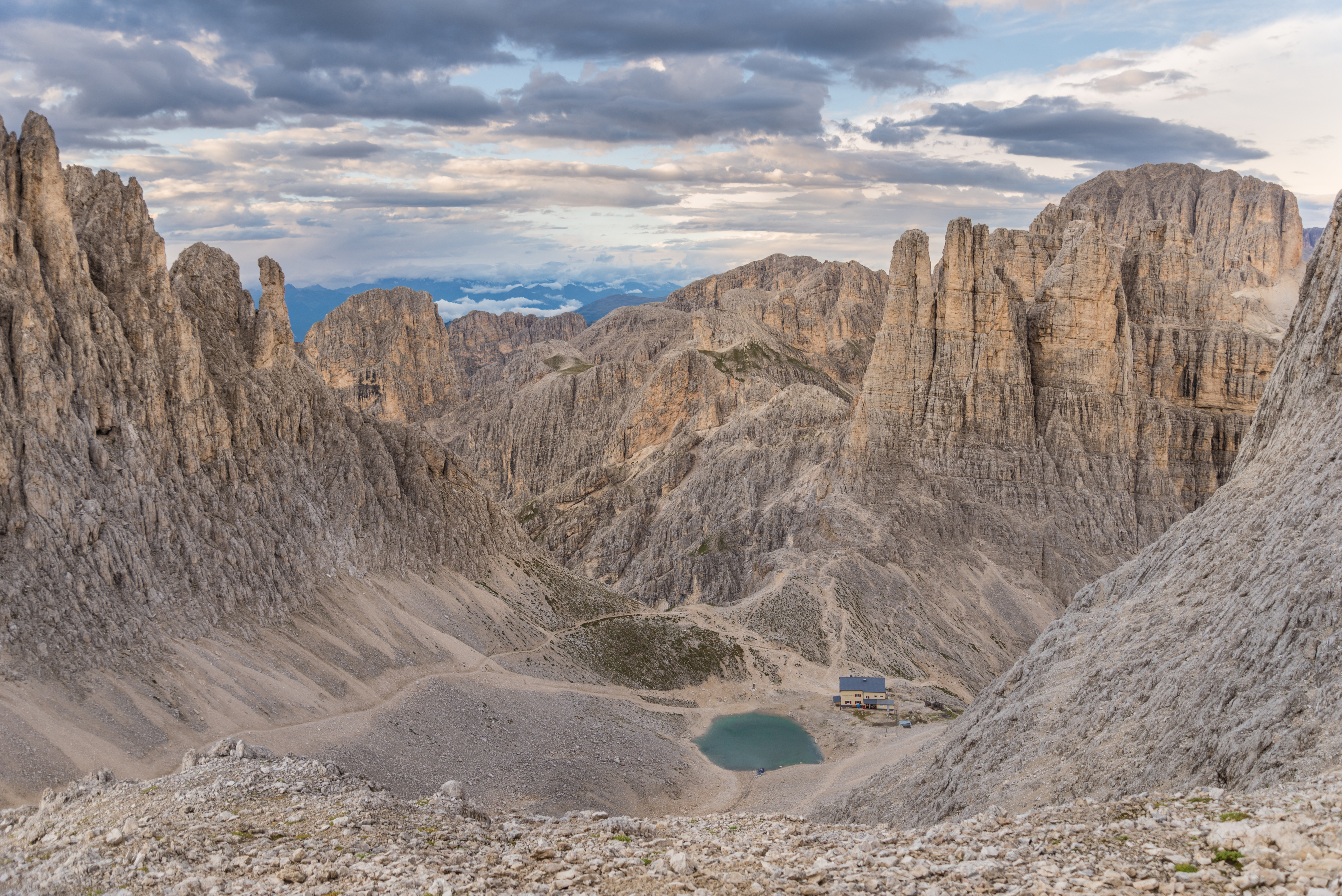
Il Gartl, la Croda di Re Laurino

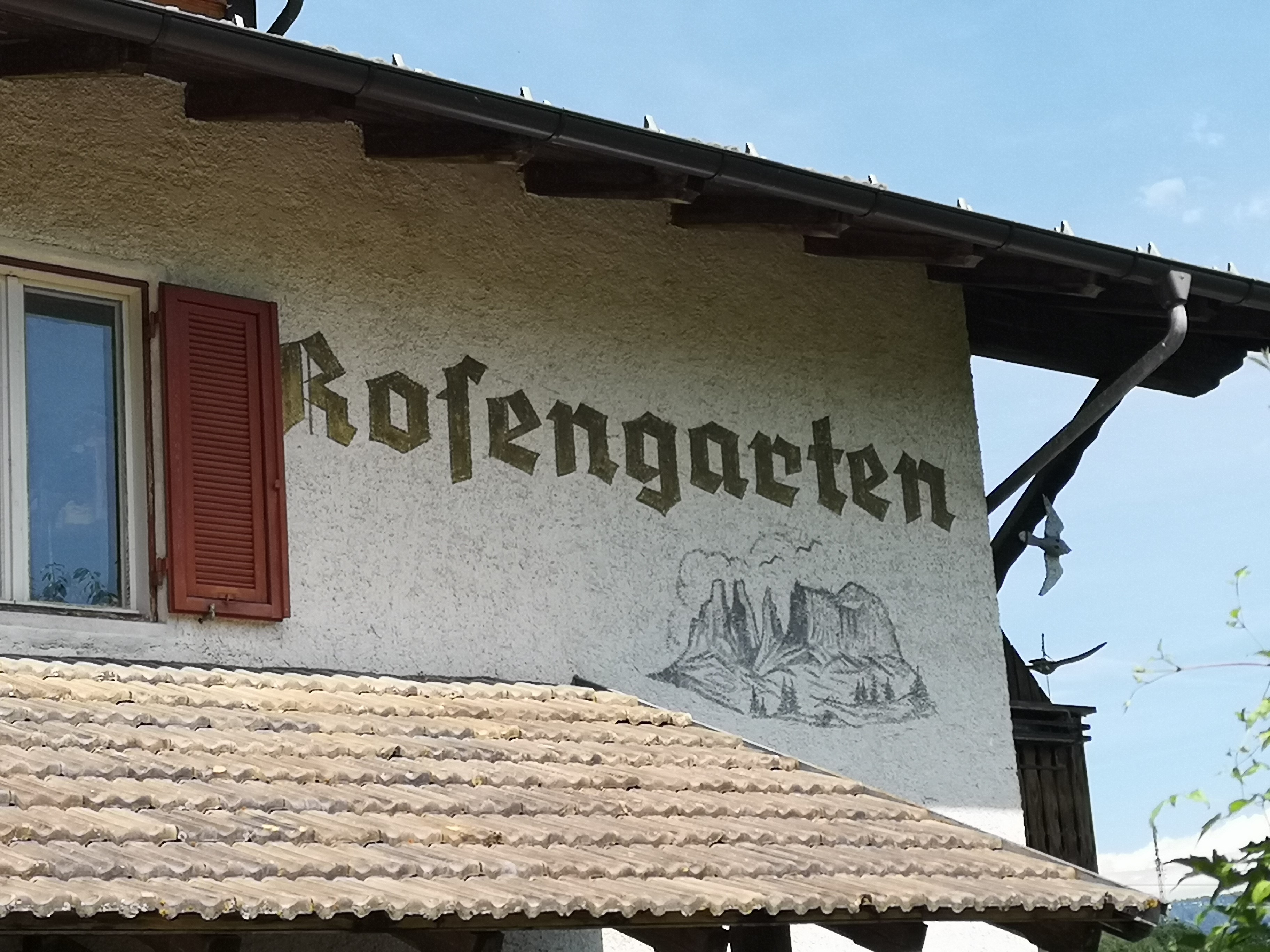
Il Rosengarten quale motivo murale

Esistono due nomi originari, relativi ai due versanti della catena che funge da confine linguistico tra il mondo ladino e quello germanofono. Quello ladino, "Ciadenac", costituisce anche la base della forma italiana più recente ("Catenaccio") ed è da riferirsi, secondo Karl Felix Wolff alla ghiaia dolomitica tipica della catena. L'altro nome, quello tedesco di "Rosengarten", in uso dal versante sudtirolese, è attestato già dal XV secolo (1497 Rosengarten, 1506 Kofl am Rosengarten), ed è riferito alla leggenda del mitico Re Laurino e pertanto di carattere eziologico, volendo dare una spiegazione al fenomeno dell'enrosadira. La saga del giardino ha anche dato il nome al cosiddetto piccolo Gartl (lett. giardinetto, la zona ghiaiosa centrale della cima più alta) che da lontano appare come zona bianca, perché spesso imbiancata di neve già nelle stagioni intermedie, mentre  Gartl è il nome della conca, ai piedi delle Torri del Vajolet e della Croda di Re Laurino, in cui è situato il rifugio Re Alberto

## Geo-morfologia

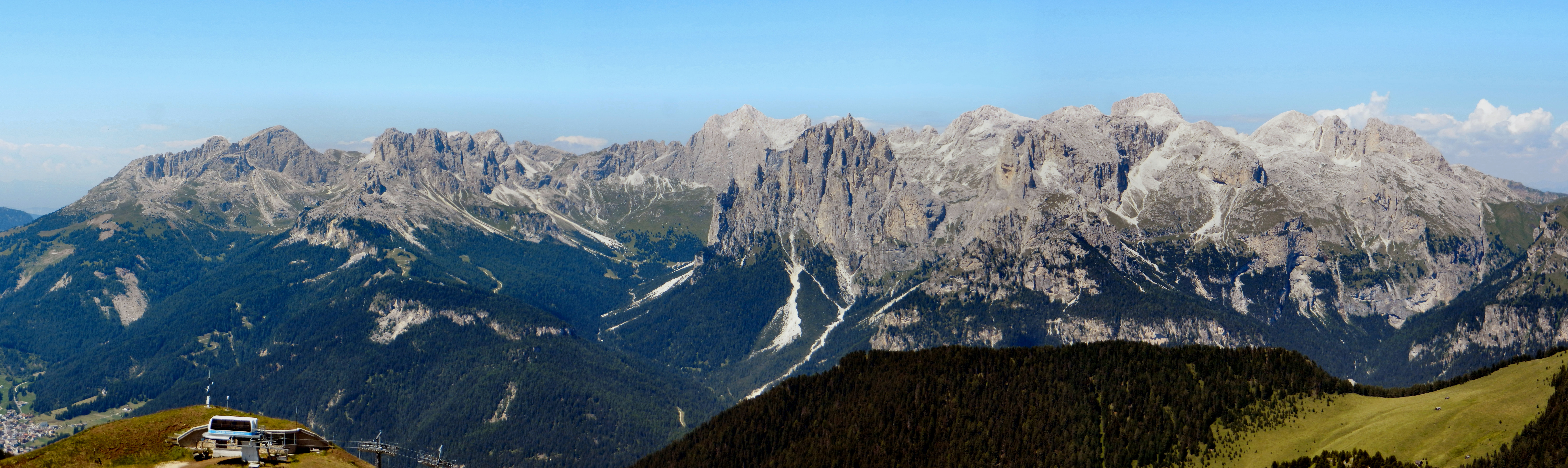
Il gruppo del Catinaccio visto da Col Valvacin

### Classificazione

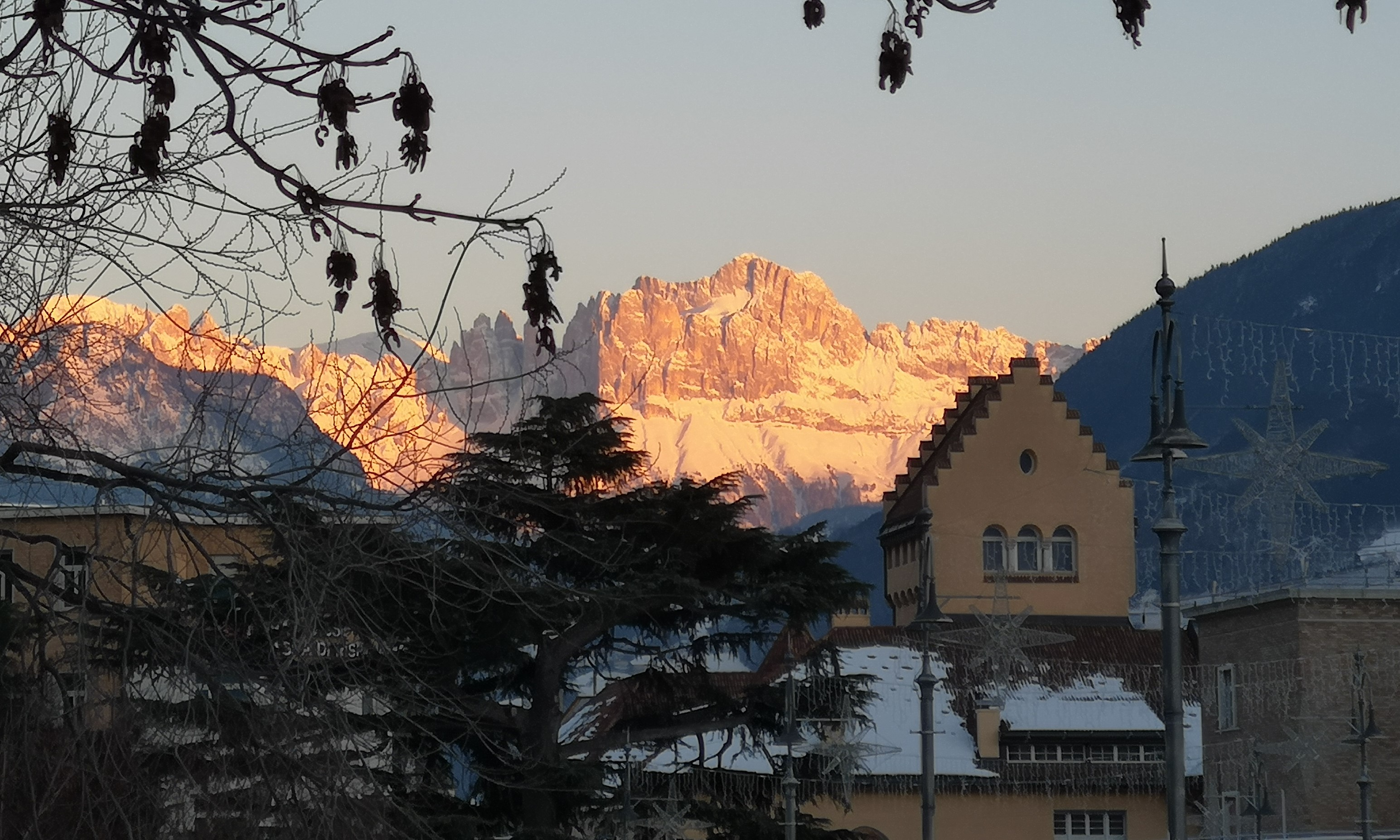
Il Rosengarten nel tardo pomeriggio visto da ponte Talvera a Bolzano.

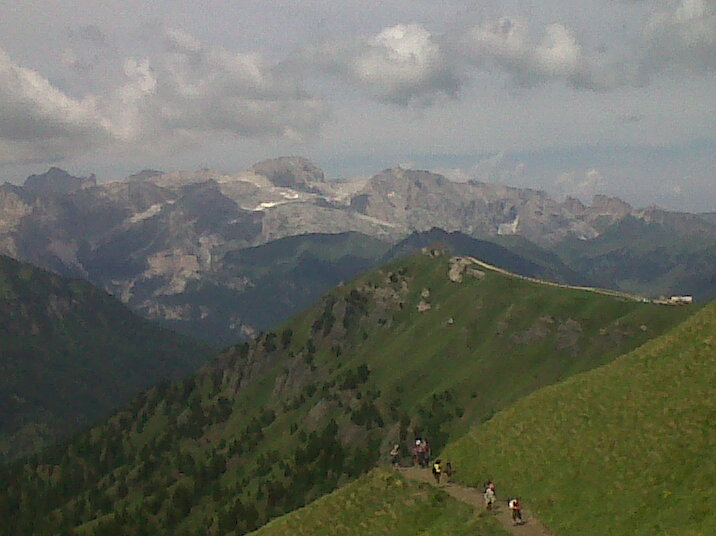
Il Catinaccio nord-orientale visto dal sentiero Viel del pan.

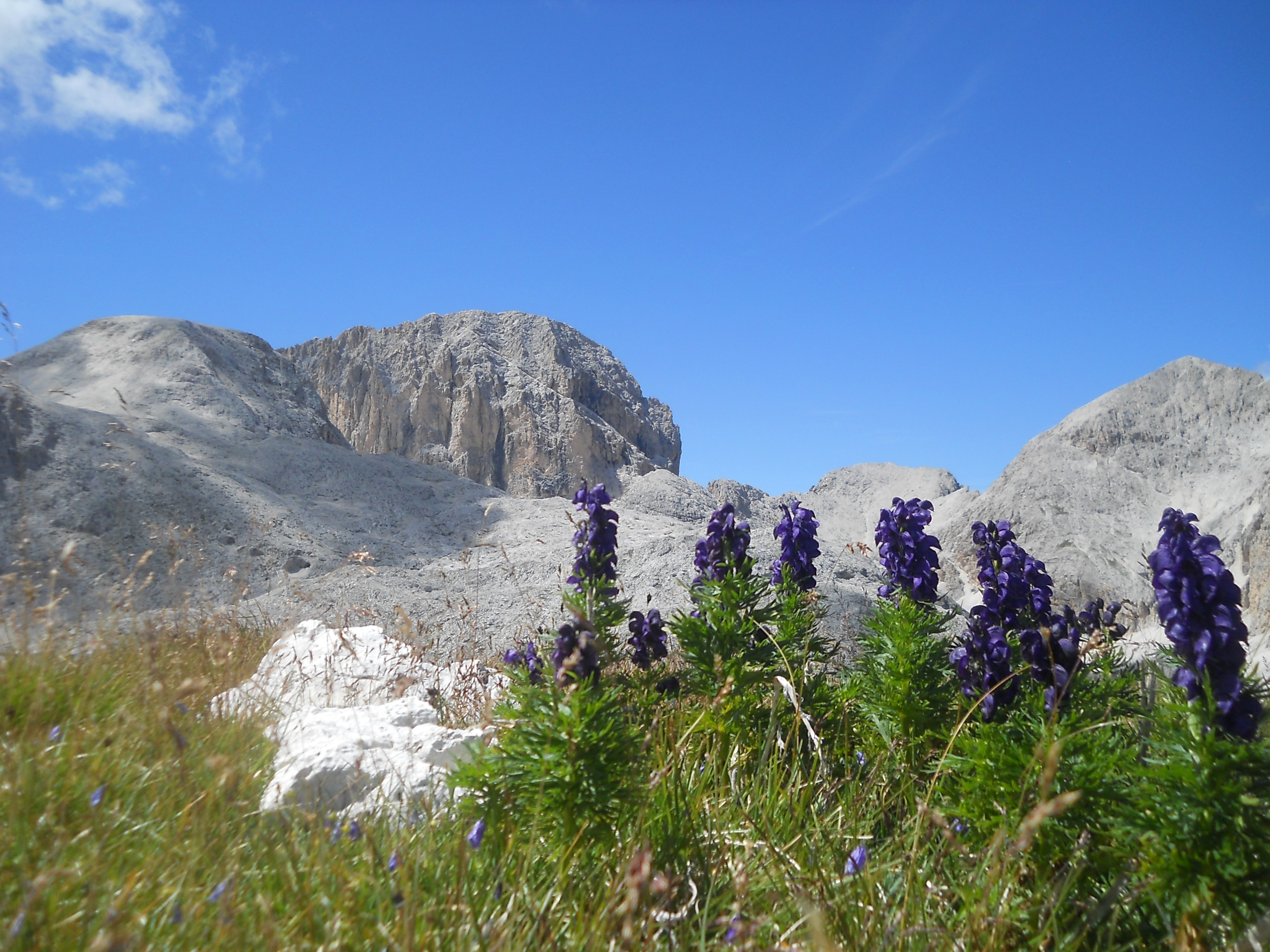
Gruppo del Catinaccio visto dal rifugio Antermoia.

Secondo la SOIUSA il Gruppo del Catinaccio è un gruppo alpino con la seguente classificazione:
- Grande parte = Alpi Orientali
- Grande settore = Alpi Sud-orientali
- Sezione = Dolomiti
- Sottosezione = Dolomiti di Gardena e di Fassa
- Supergruppo = Dolomiti di Fassa
- Gruppo = Gruppo del Catinaccio
- Codice = II/C-31.III-B.8

### Suddivisione

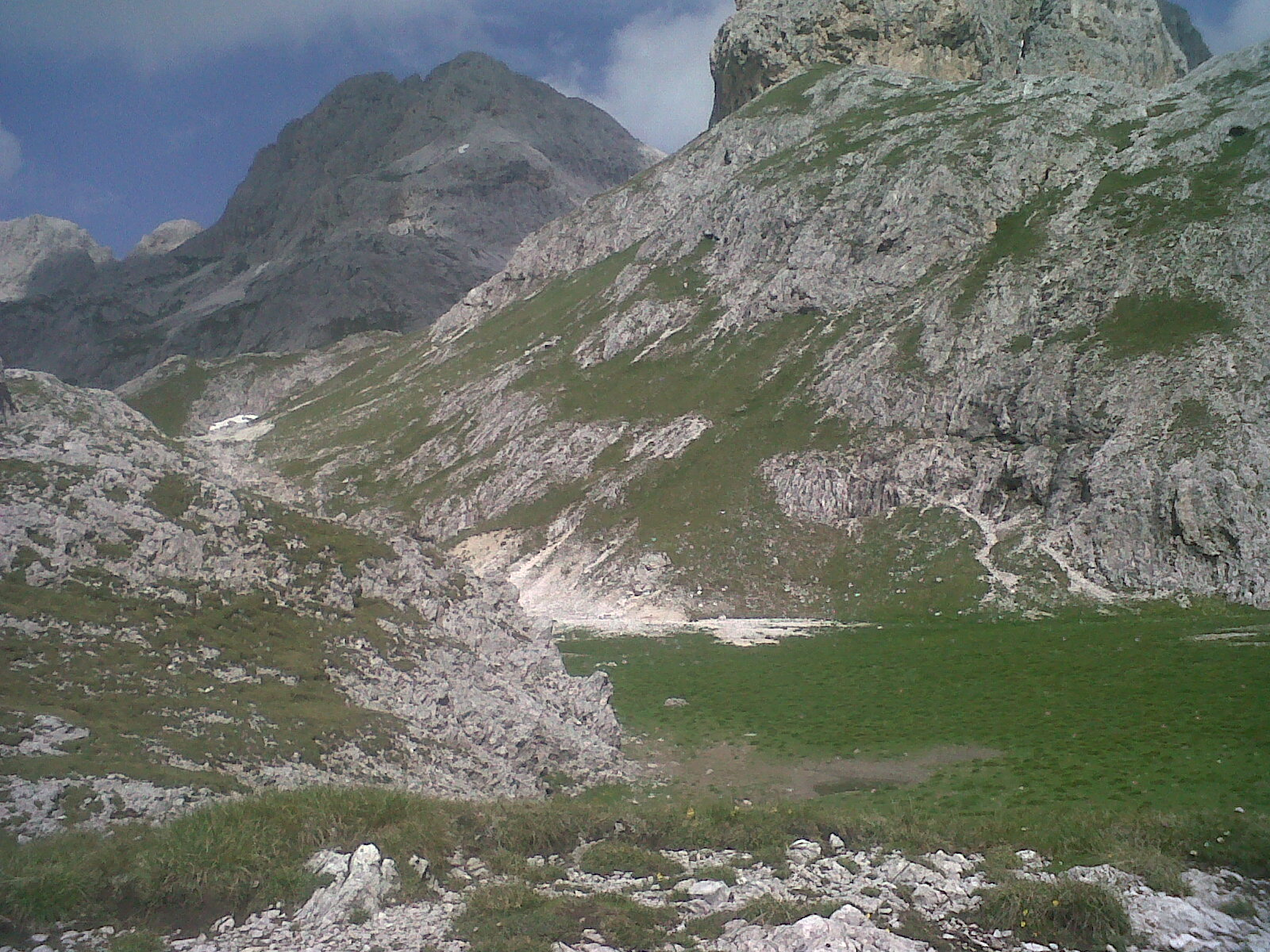
Il Valon del Lausa, subito dopo il passo delle Scalette.

Ancora secondo la SOIUSA il gruppo del Catinaccio è suddiviso in otto sottogruppi
- Sottogruppo del Principe (a)
- Sottogruppo Molignon-Antermoia (b)
  - Catena Molignon-Croda del Lago (b/a)
  - Catena d'Antermoia (b/b)
- Sottogruppo del Larsec (c)
  - Dorsale Larsec-Scalieret (c/a)
  - Dorsale di Lausa (c/b)
  - Dorsale Pope-Cront (c/c)
- Sottogruppo di Valbona (d)
  - Catena Grande di Valbona (d/a)
  - Catena Piccola di Valbona (d/b)
  - Cresta del Ciamin (d/c)
- Catinaccio Centrale (e)
  - Catena Torri del Vaiolet-Croda di Re Laurino (e/a)
  - Catena del Catinaccio Centrale (e/b)
- Dorsale Nigra-Montalto di Nova (f)
- Sottogruppo Coronelle-Mugioni (g)
- Catena della Roda di Vael (h)

### Cime principali

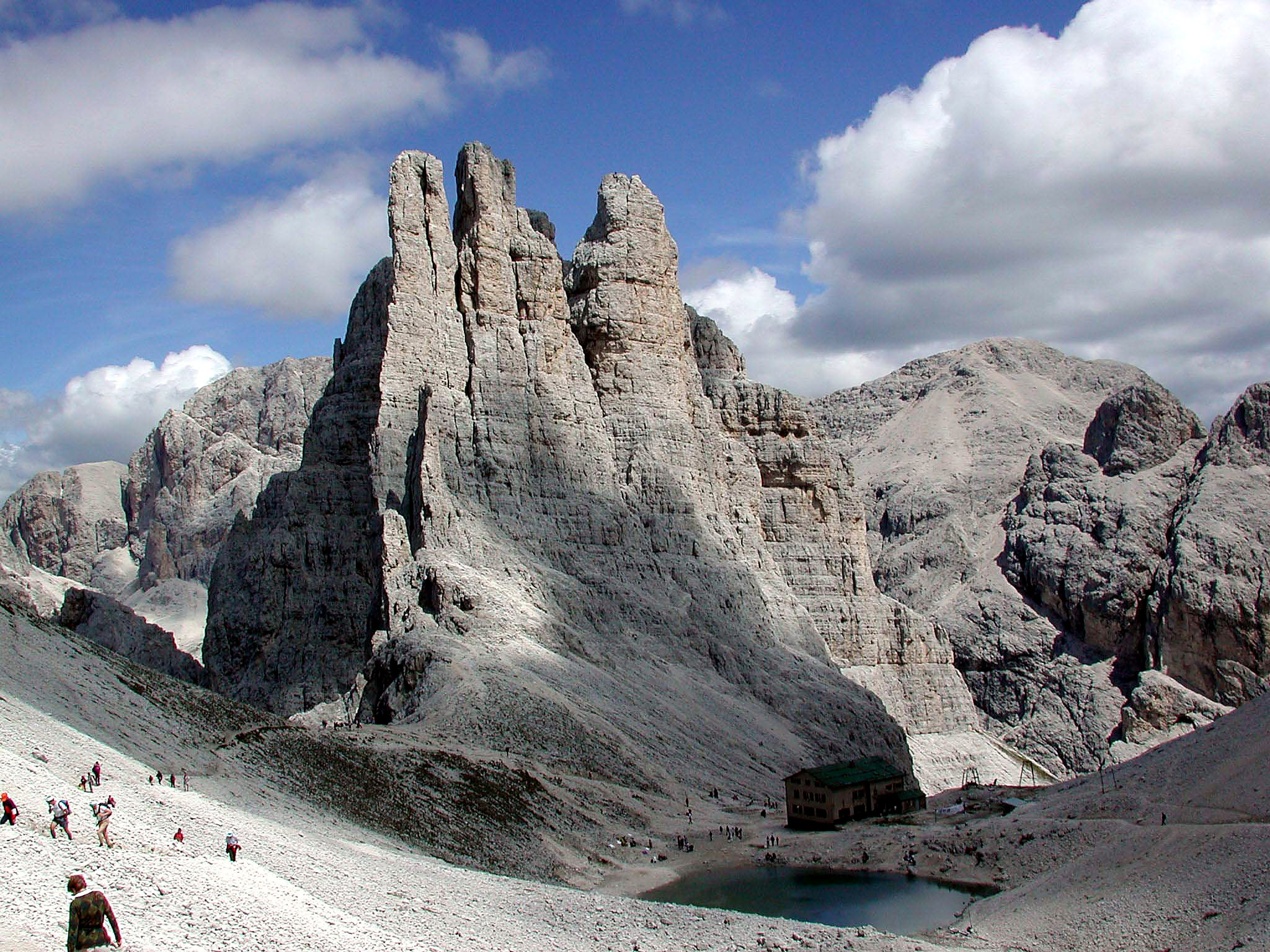
Le Torri del Vajolet con in basso il rifugio Re Alberto

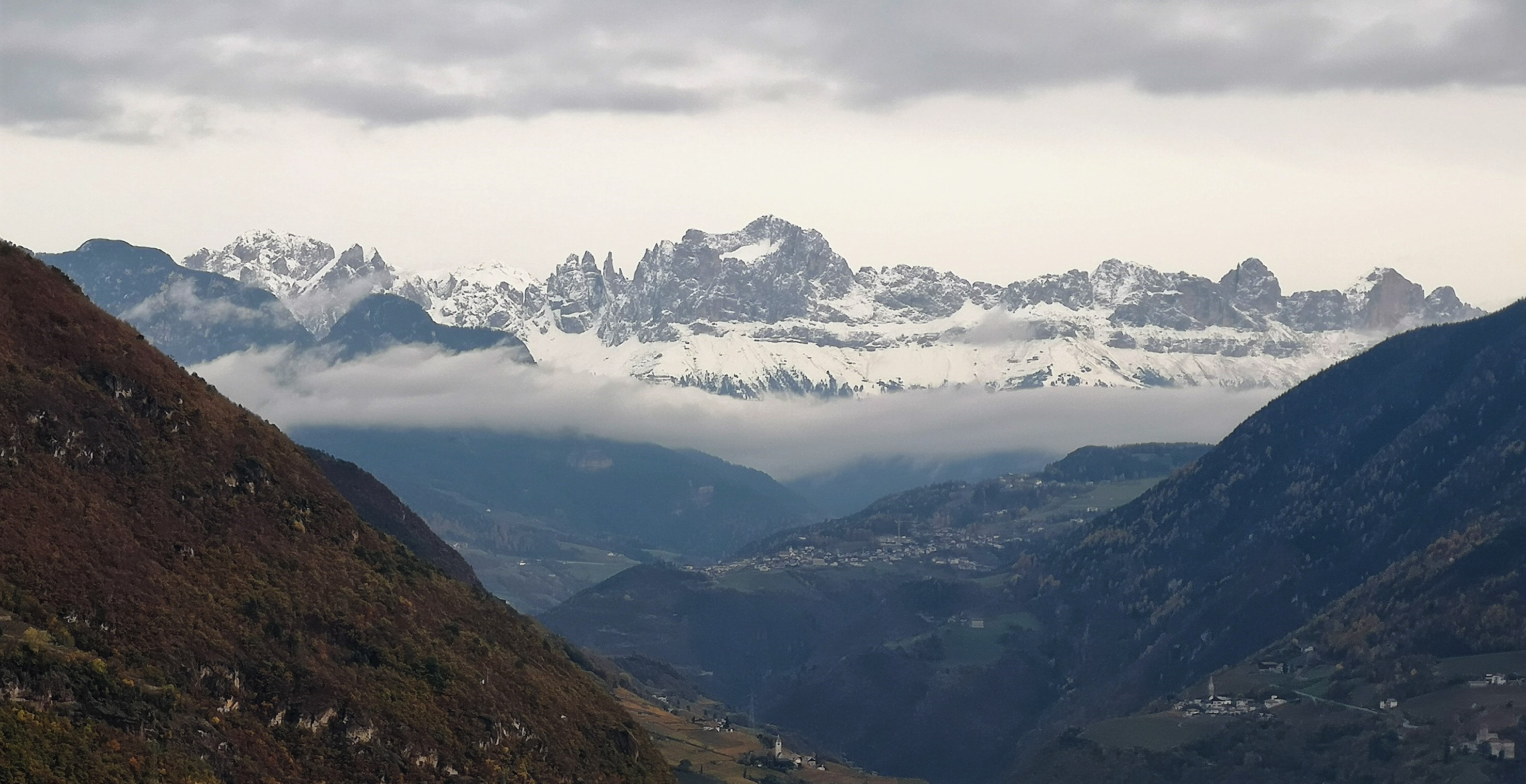
Il gruppo del Rosengarten visto da Bolzano

La cima più elevata del gruppo è il Catinaccio d'Antermoia (3.004 m).

Altre cime celebri del gruppo sono:
- Cima Catinaccio (2.981 m)
- Croda dei Cirmei (2.902 m)
- Cima di Larsec (2.891 m)
- Cima Scalieret (2.887 m)
- Torri del Vajolet (2.821 m)
- Croda di Re Laurino (2.813 m)
- Cima Sforcella (2.810 m)
- Roda di Vaèl (2.806 m)
- Pizzo di Valbona (2.802 m)
- Cima delle Pope (2.768 m)
- Croda Davoi (2.745 m)
- Crepe di Lausa (2.719 m)
- Cima di Mezzo del Principe (2.705 m)
- Cogolo di Larsec (2.679 m)
- Punta Emma (2.617 m)
- Torre Gardeccia (2.483 m).

Le Torri del Vajolet sono un gruppo di sei guglie calcaree che si ergono al centro del gruppo del Catinaccio.
| Nome             | Altezza s.l.m. | Prima ascensione                               |
| ---------------- | -------------- | ---------------------------------------------- |
| Torre Delago     | m 2.790        | Hermann Delago, il 22 settembre 1895.          |
| Torre Stabeler   | m 2.805        | H. Stabeler e H. Helversen, il 16 luglio 1892. |
| Torre Winkler    | m 2.800        | Georg Winkler nel 1887 (parete sud-est).       |
| Torre Nord       | m 2.810        | H. Stabeler e H. Helversen, il 12 luglio 1892. |
| Torre Principale | m 2.821        | L. Bernard e G. Merzbacher, il 28 agosto 1882. |
| Torre Est        | m 2.813        | H. Stabeler e H. Helversen, il 12 luglio 1892. |

### Passi e valichi

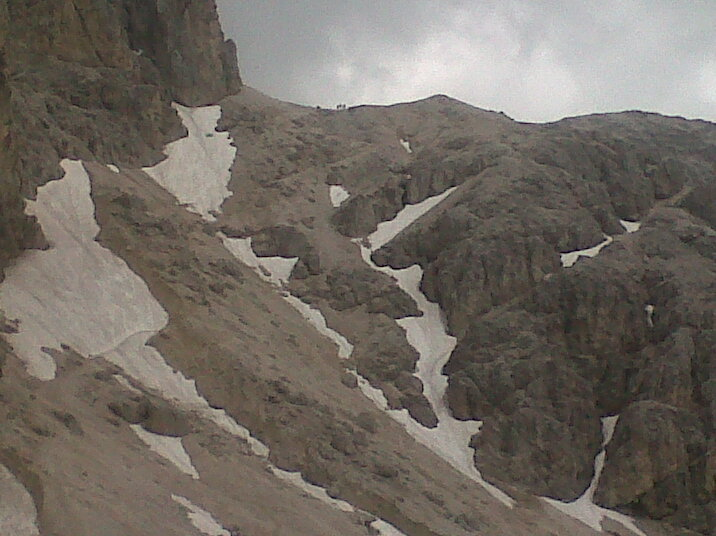
Passo Antermoia

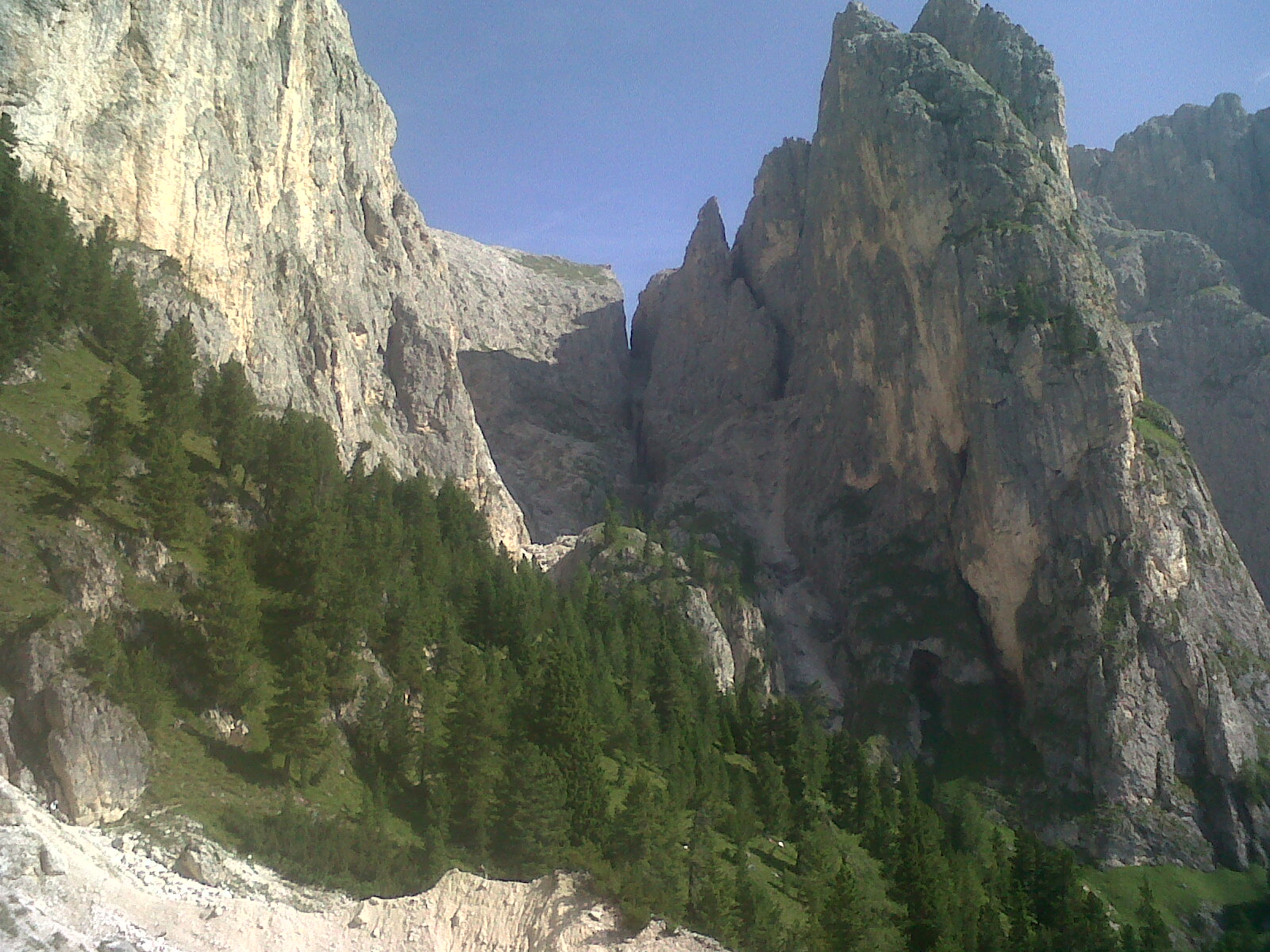
Il Passo delle Scalette

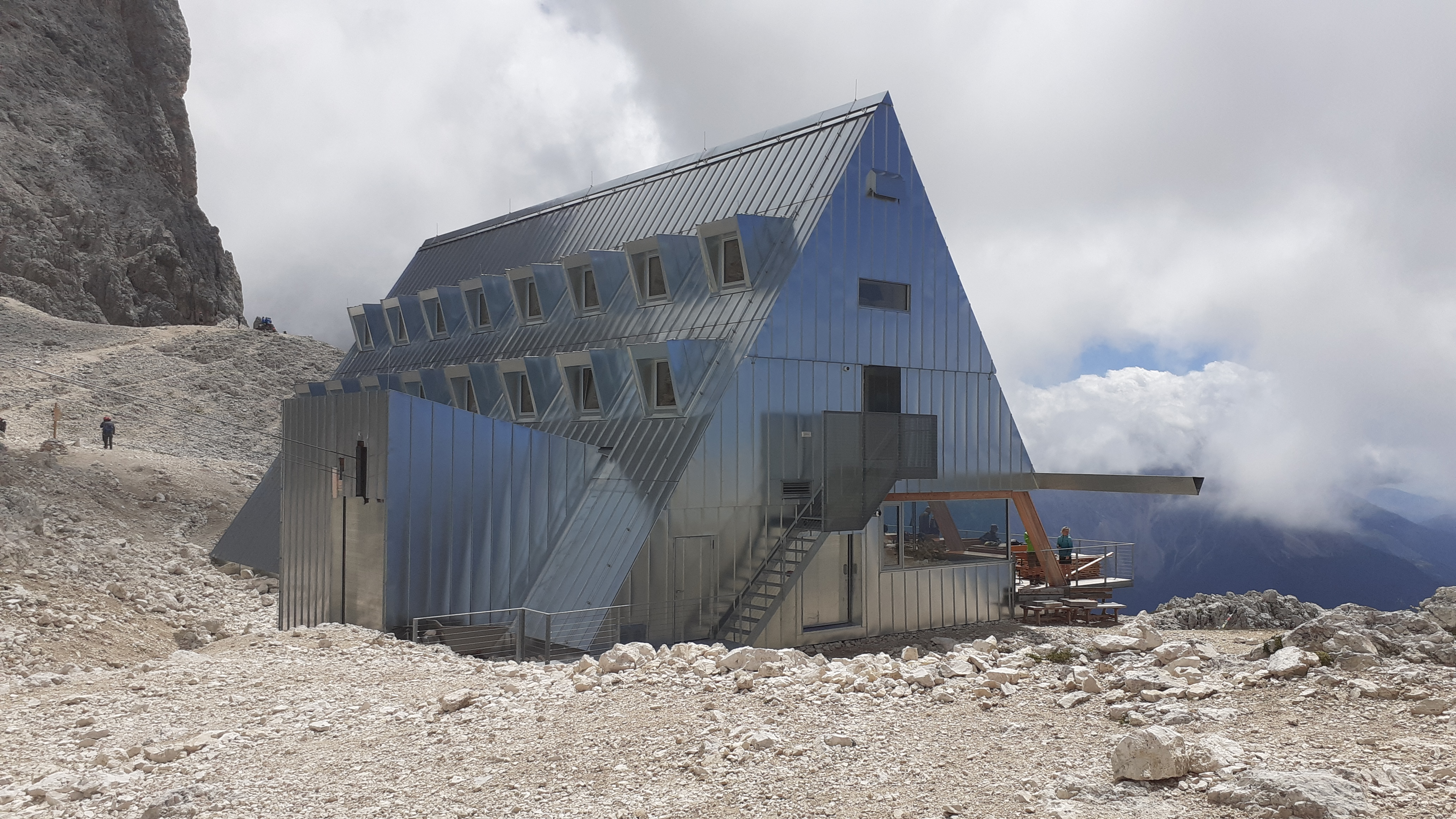
Rifugio Passo Santner

Il Catinaccio presenta numerosissimi passi e valichi, dato il gran numero di sottogruppi in cui è divisa la catena montuosa. Sono elencati per altezza nella tabella sottostante.
| Nome del valico       | Altezza       | Sottogruppo               | Valli collegate                     | Infrastruttura                                        |
| --------------------- | ------------- | ------------------------- | ----------------------------------- | ----------------------------------------------------- |
| Passo di Antermoia    | 2770 m s.l.m. | Molignon-Antermoia        | Valon de Antermoia e Val di Vajolet | sentiero 584                                          |
| Passo Santner         | 2734 m s.l.m. | Catinaccio Centrale       | Val di Tires e Val di Vajolet       | sentiero 542 e Via ferrata del Passo Santner (S)      |
| Passo delle Pope      | 2720 m s.l.m. | Larsec                    | Valon de Larsec e Val di Vajolet    | sentiero Don Guido                                    |
| Passo di Lausa        | 2700 m s.l.m. | Larsec                    | Valon de Antermoia e Valon de Lausa | sentiero 583                                          |
| Passo delle Coronelle | 2630 m s.l.m. | Coronelle-Mugioni         | Val d'Ega e Val de Vajolet          | sentiero 550                                          |
| Passo Principe        | 2599 m s.l.m. | Principe                  | Val di Vajolet e Valon de Antermoia | sentieri 584 e 554                                    |
| Passo di Molignon     | 2598 m s.l.m. | Molignon-Antermoia        | Val Ciamin e Val Duron              | sentiero 554/3a                                       |
| Passo del Vajolon     | 2560 m s.l.m. | Catena della Roda di Vael | Vael e Val d'Ega                    | sentiero 551                                          |
| Passo delle Cigolade  | 2553 m s.l.m. | Coronelle-Mugioni         | Val di Vajolet e Vael               | sentiero 541                                          |
| Passo di Dona         | 2516 m s.l.m. | Molignon-Antermoia        | Valon di Antermoia e Val di Udai    | sentiero 580                                          |
| Passo Alpe di Tires   | 2443 m s.l.m. | Principe                  | Val Ciamin e Val Duron              | sentiero 594/4                                        |
| Passo delle Scalette  | 2348 m s.l.m. | Larsec                    | Valon de Lausa e Val di Vajolet     | sentiero 583                                          |
| Passo delle Ciaresole | 2282 m s.l.m. | Molignon-Antermoia        | Val Duron e Val di Udai             | sentiero 578                                          |
| Passo Duron           | 2204 m s.l.m. | Molignon-Antermoia        | Val Duron e Alpe di Siusi           | sentiero 594/4                                        |
| Passo di Costalunga   | 1752 m s.l.m. | Catena della Roda di Vael | Val d'Ega e Val di Fassa            | Strada statale 241 di Val d'Ega e Passo di Costalunga |

## L'enrosadira

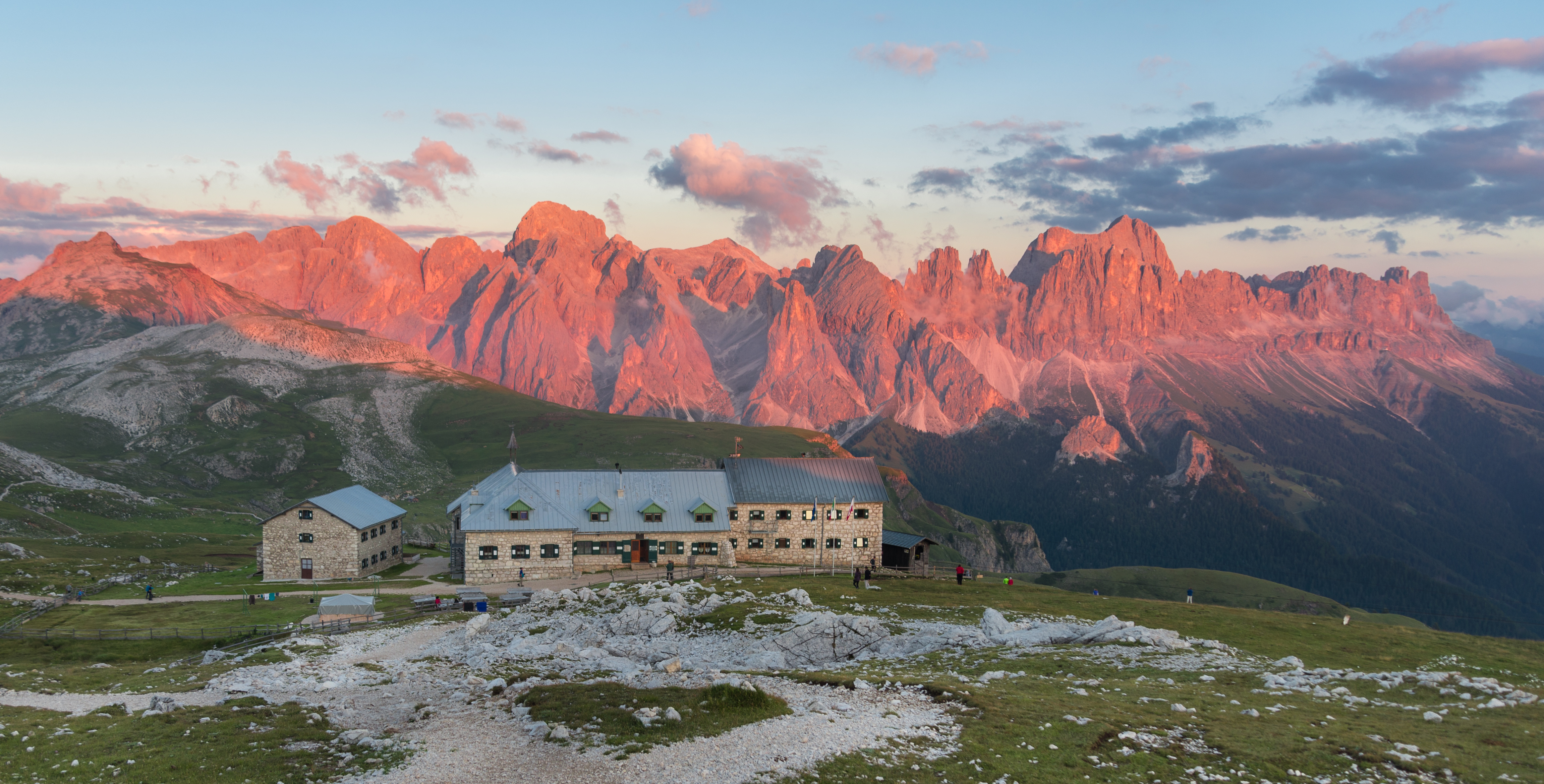
L'enrosadira sul Catinaccio

Una delle caratteristiche peculiari del Catinaccio è la colorazione rosata che assume al tramonto. Il fenomeno è dovuto alla composizione delle pareti rocciose delle Dolomiti (formate dalla dolomia contenente dolomite, un composto di carbonato di calcio e magnesio). In ladino il fenomeno prende il nome di enrosadira, che letteralmente significa "diventare di color rosa".
Senza dubbio è più suggestiva la spiegazione offerta da una delle più celebri leggende delle Dolomiti, la “leggenda di Re Laurino”, un re dei nani che aveva sul Catinaccio uno splendido giardino di rose (il significato della parola tedesca Rosengarten è appunto giardino di rose).
Un giorno il principe del Latemar incuriosito dalla presenza delle rose si inoltrò nel regno di re Laurino, ne vide la figlia Ladina, se ne innamorò e la rapì per farne la sua sposa. Laurino, disperato lanciò una maledizione sul suo giardino di rose colpevole di aver tradito la posizione del suo regno: né di giorno, né di notte alcun occhio umano avrebbe potuto più ammirarlo.
Laurino dimenticò però il tramonto e l'alba quando, ancora oggi, il giardino e i suoi colori divengono visibili.

## Rifugi

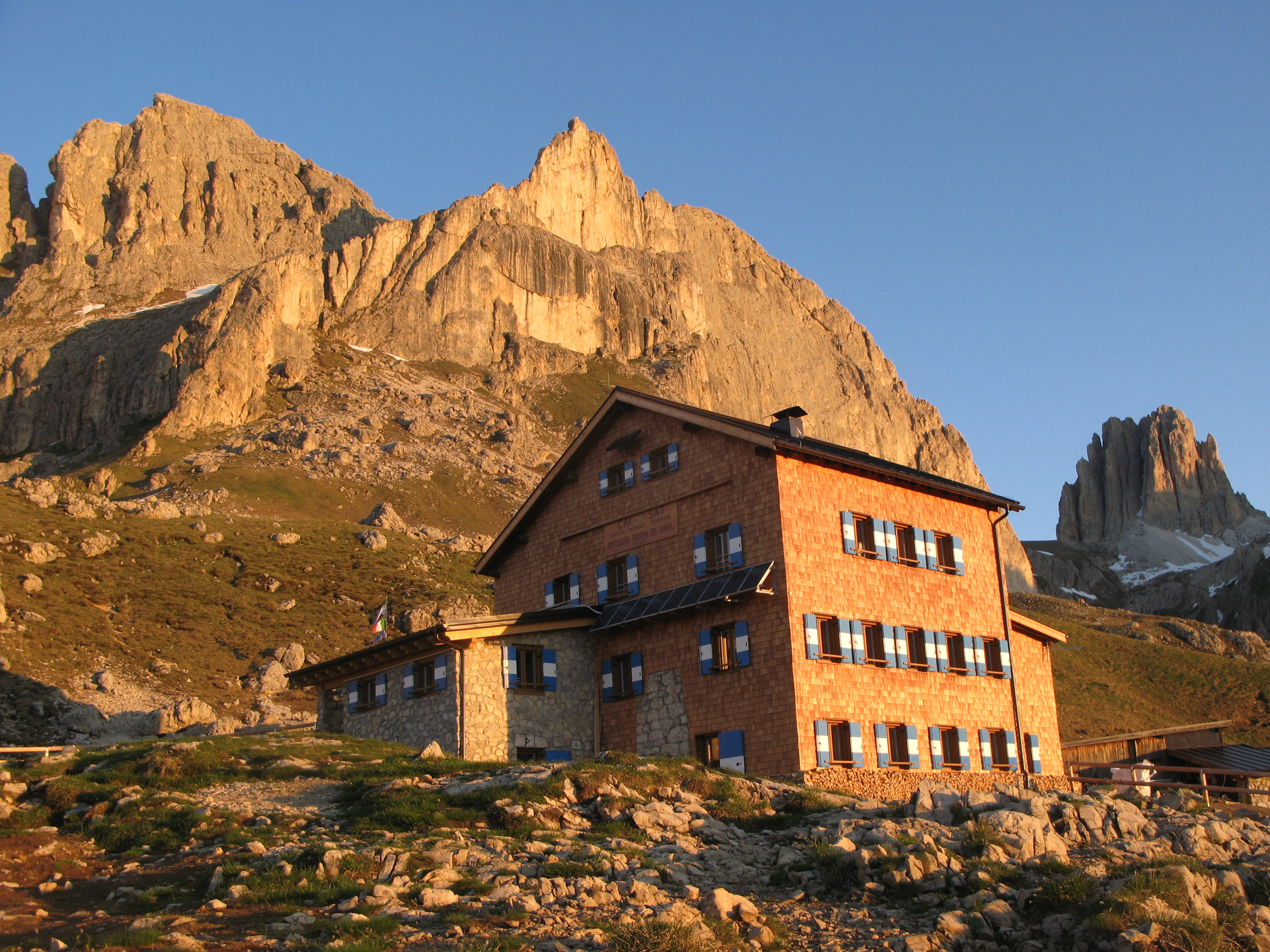
Rifugio Roda di Vaèl

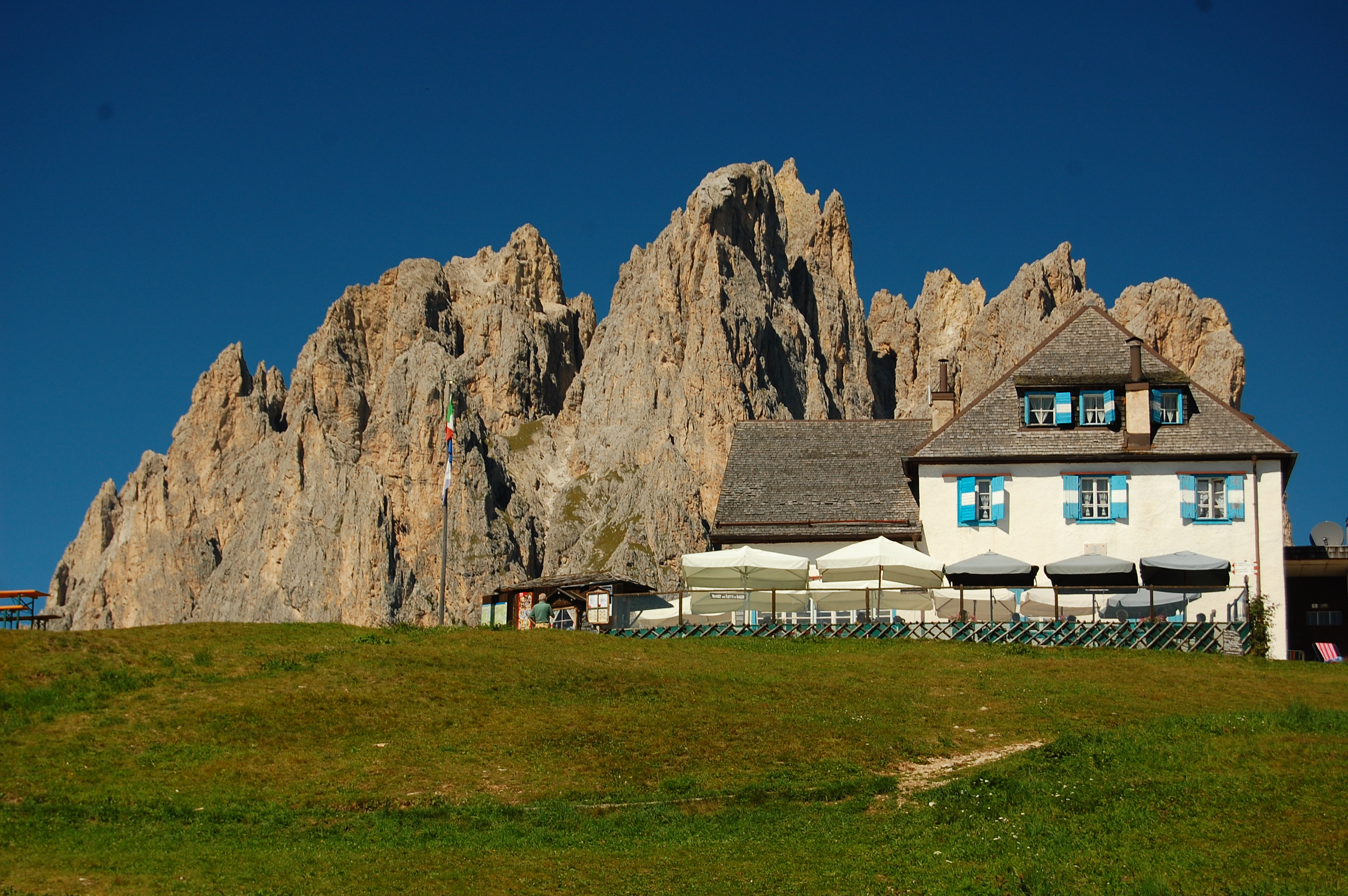
Rifugio Ciampedie

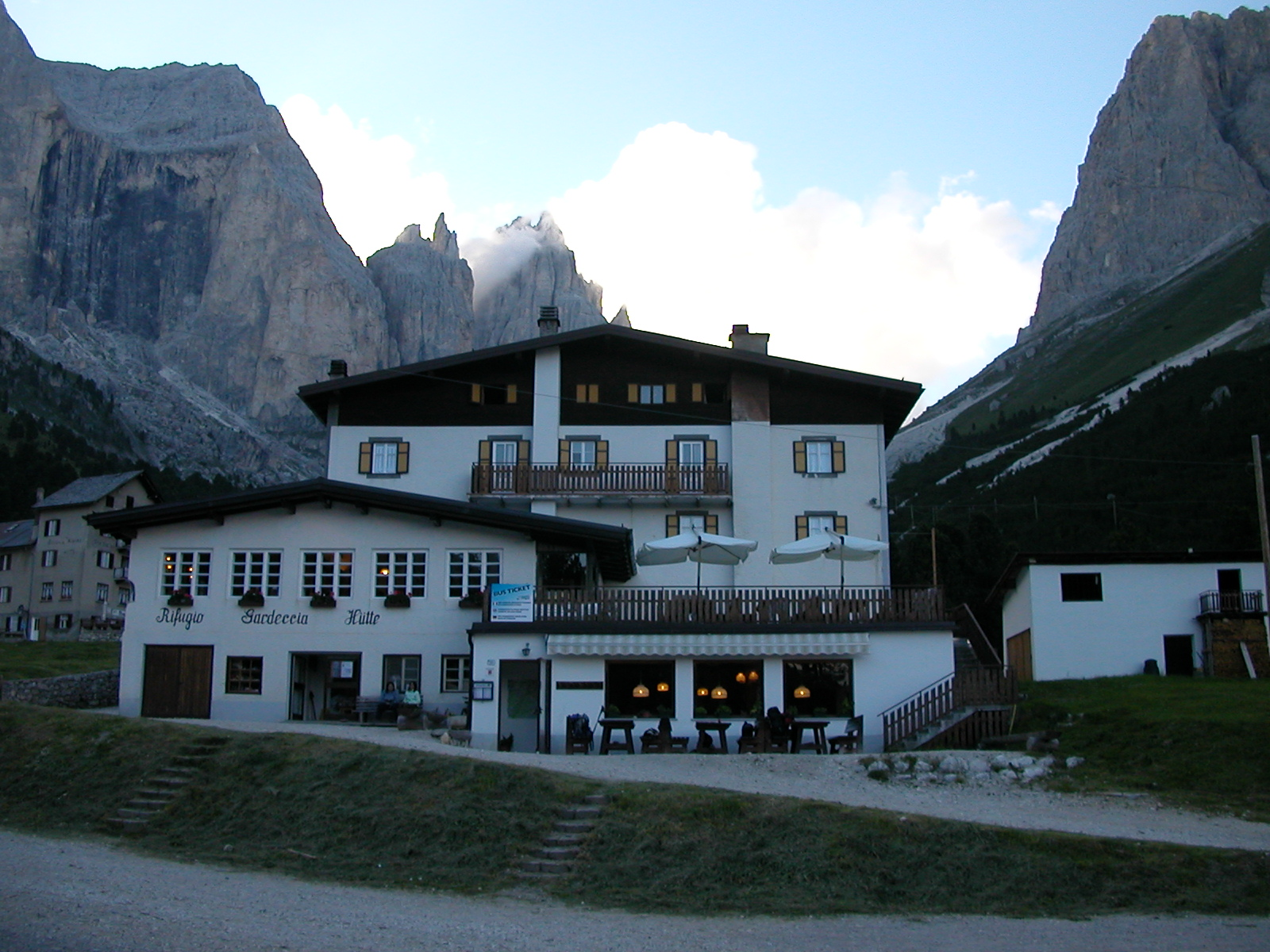
Rifugio Gardeccia

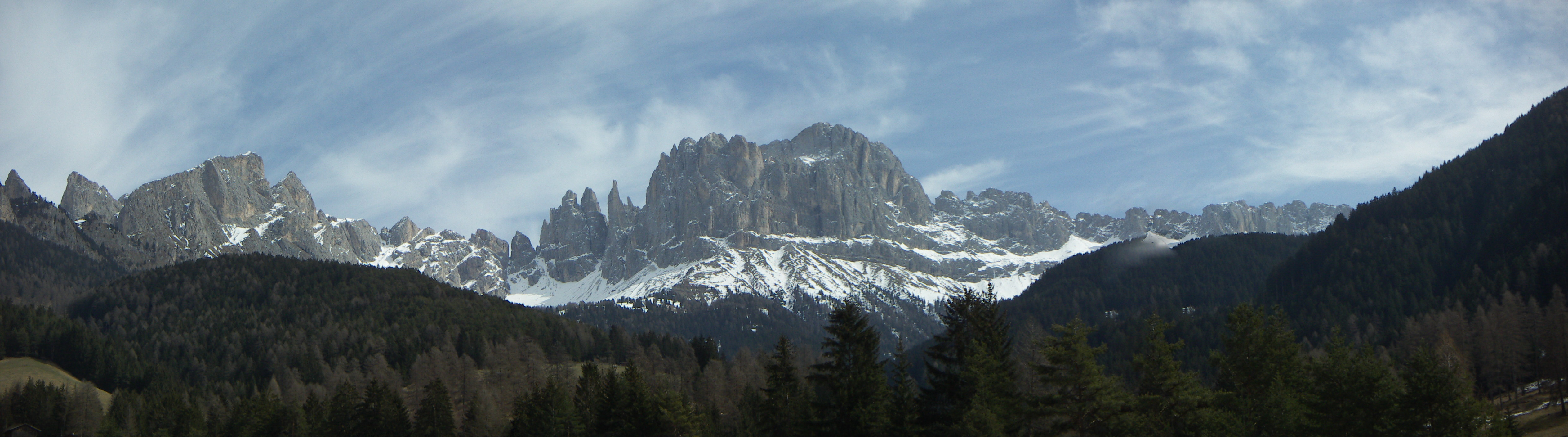
Il Gruppo del Catinaccio visto dalla Val di Tires

Il gruppo possiede un numero relativamente alto di rifugi (vista la non eccessiva estensione) giustificato dalla grande affluenza turistica della zona.
Questi due rifugi si raggiungono facilmente con la funivia da Vigo di Fassa:
- Rifugio Ciampedie (1.998 m) - SAT - 27 posti; aperto dal 15 giugno alla fine di settembre e nella stagione invernale.
- Rifugio Negritella (1.950 m) - Privato - 35 posti; aperto da metà giugno a fine settembre.

A questi tre rifugi si può arrivare con servizio di bus-navetta da Pera di Fassa:
- Rifugio Gardeccia (1.949 m) - Privato - 36 posti; aperto dai primi di giugno ai primi di ottobre e da Natale a fine marzo.
- Rifugio Catinaccio (1.946 m) - Privato - aperto dai primi di giugno ai primi di ottobre.
- Rifugio Stella Alpina (1.972 m) - Privato - 32 posti; aperto dai primi di giugno ai primi di ottobre.

Questi tre rifugi sono raggiungibili tramite la seggiovia dal passo Costalunga:
- Rifugio Paolina (2.127 m) - Privato - 41 posti; aperto dall'inizio di giugno a fine ottobre e stagione invernale.
- Rifugio Roda di Vaèl (2.280 m) - SAT - 50 posti + 4 invernale; aperto da inizio giugno a fine settembre.
- Baita Marino Pederiva (2.275 m) - 8 posti.

Questi altri invece:
- Rifugio Vajolet (2.243 m) - SAT - 130 posti + 12 invernale; aperto dai primi di giugno a fine settembre.
- Rifugio Preuss (2.243 m) - D.A.V. Lipsia - 11 posti; aperto dai primi di giugno a fine settembre.
- Rifugio Re Alberto (2.621 m) - Privato - 42 posti + 4 invernale; aperto da metà giugno a fine settembre.
- Rifugio Passo Santner (2.741 m) - Privato - 8 posti; aperto da fine giugno a fine settembre.
- Rifugio Passo Principe (2.601 m) - Privato - 14 posti; aperto da fine giugno a fine settembre.
- Rifugio Bergamo al Principe (2.134 m) - CAI Bergamo - 79 posti + 6 invernale; aperto da inizio giugno al 5 ottobre.
- Rifugio Antermoia (2.496 m) - SAT - 44 posti; aperto da fine giugno a fine settembre.
- Rifugio Alpe di Tires (2.440 m) - Privato - 71 posti; apertura estiva.
- Rifugio Duca di Pistoia (1.774 m) - Privato - 12 posti; aperto tutto l'anno.
- Rifugio Fronza alle Coronelle (2.337 m) - CAI Verona - 56 posti; aperto da metà giugno a fine settembre.[6]

## Vie ferrate
- Via ferrata Passo Santner
- Via ferrata Catinaccio D'Antermoia
- Via ferrata Laurenzi
- Via ferrata Majaré
- Via ferrata della Roda di Vael
- Via ferrata Maximilian ai Denti di Terrarossa
- Via ferrata del Passo delle Scalette